# Seszele na Mistrzostwach Świata w Lekkoatletyce 2013
Seszele na Mistrzostwach Świata w Lekkoatletyce 2013 – reprezentacja Seszeli podczas czempionatu w Moskwie liczyła 1 zawodnika.

## Występy reprezentantów Seszeli
| Konkurencja            | Zawodnik    | Runda 1    | Runda 1 | Półfinał | Półfinał | Finał    | Finał   |
| Konkurencja            | Zawodnik    | Rezultat   | Pozycja | Rezultat | Pozycja  | Rezultat | Pozycja |
| ---------------------- | ----------- | ---------- | ------- | -------- | -------- | -------- | ------- |
| Bieg na 200 m mężczyzn | Neddy Marie | 21,98 (SB) | 49.     | NQ       | NQ       | NQ       | NQ      |